# Järntorget (Stockholm)
Järntorget est une place du quartier de Gamla stan à Stockholm en Suède.

## Présentation
Järntorget est un site historique et une place dans la partie sud de Gamla Stan.
La place relie les rues Västerlånggatan et Österlånggatan, tandis que les deux ruelles, Södra Bankogränd et Norra Bankogränd, s'étendent vers l'est pour relier la place à Skeppsbron, et deux autres ruelles, Järntorgsgatan et Triewaldsgränd, mènent au sud vers Slussplan et Kornhamnstorg respectivement.
Deuxième plus ancienne place de Stockholm après Stortorget, Järntorget remonte à environ 1300 et est restée le centre commercial le plus important de la ville pendant des siècles — constamment animée et bondée, les odeurs et le bruit se mélangeant tandis que les marchandises étaient transportées d'une rive à l'autre à travers la place et de haut en bas des greniers des bâtiments environnants.
À l'origine, on l'appelait Korntorget parce que le grain apporté à Kornhamn par bateau y était stocké. La première mention du nom actuel remonte à 1489 et fait référence à une balance et un entrepôt de fer situés sur la place du marché.
En 1622, la balance et l'entrepôt furent déplacés à Södermalm.

## Galerie

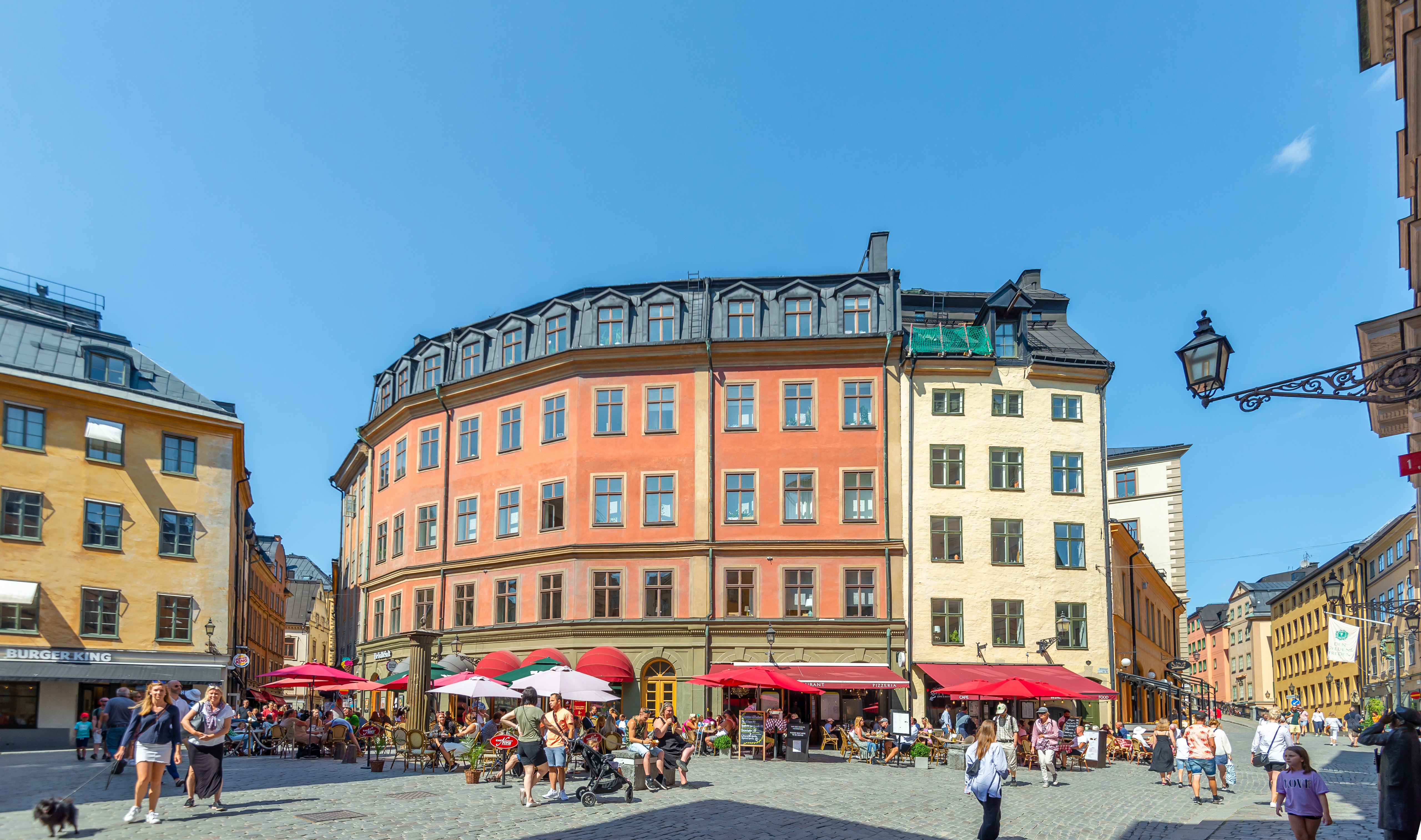
Järntorget en 2021.
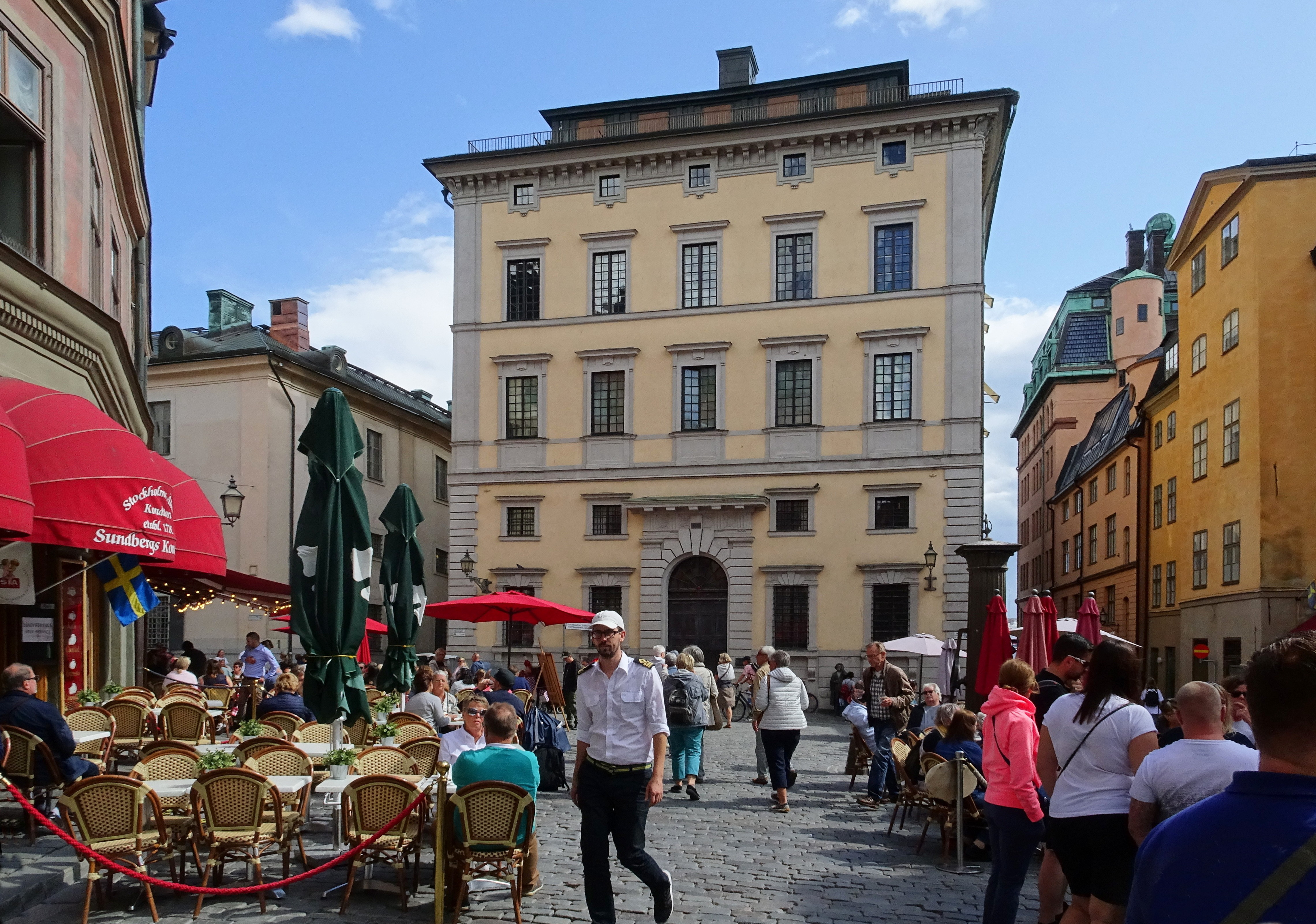
Järntorget en 2019.
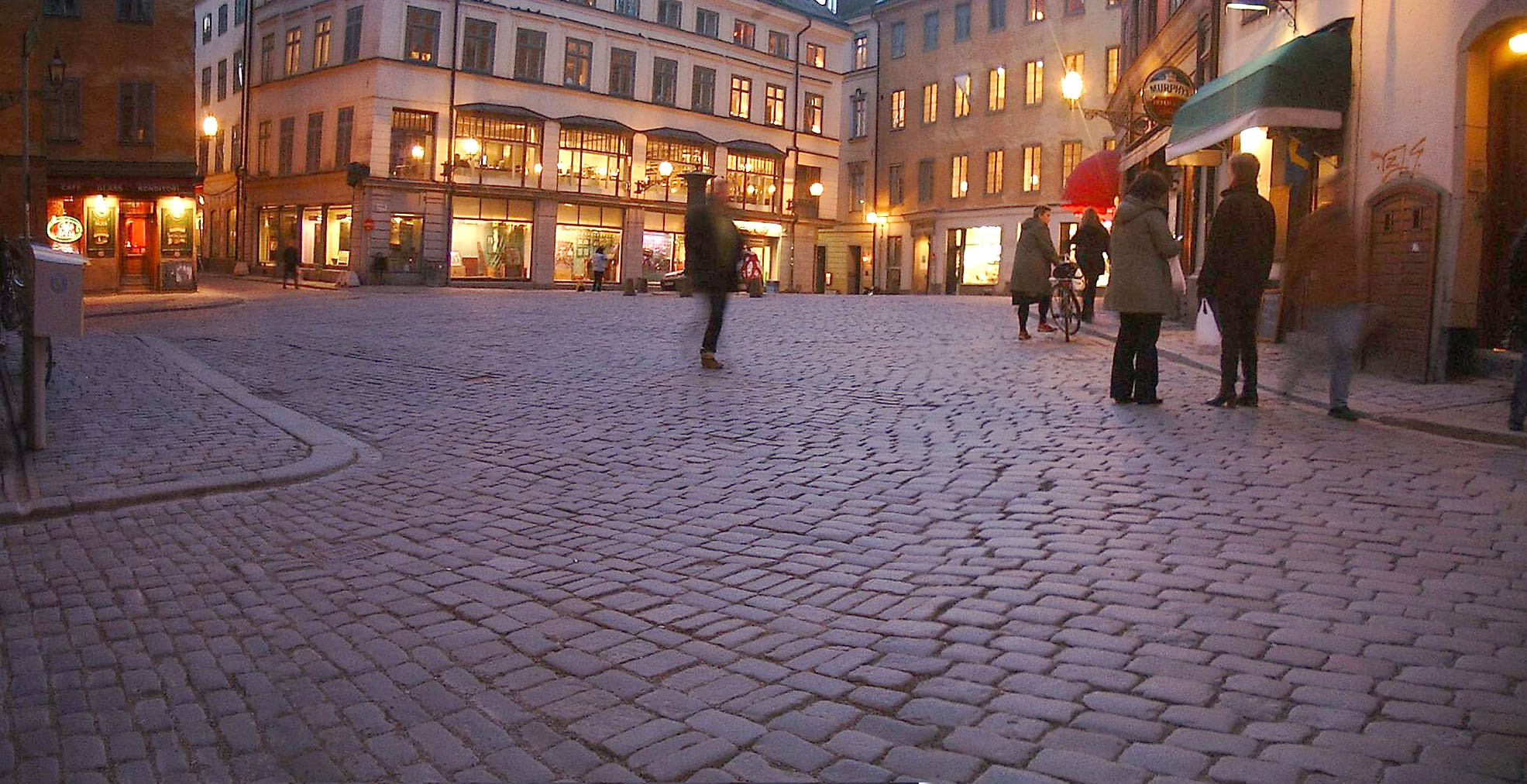
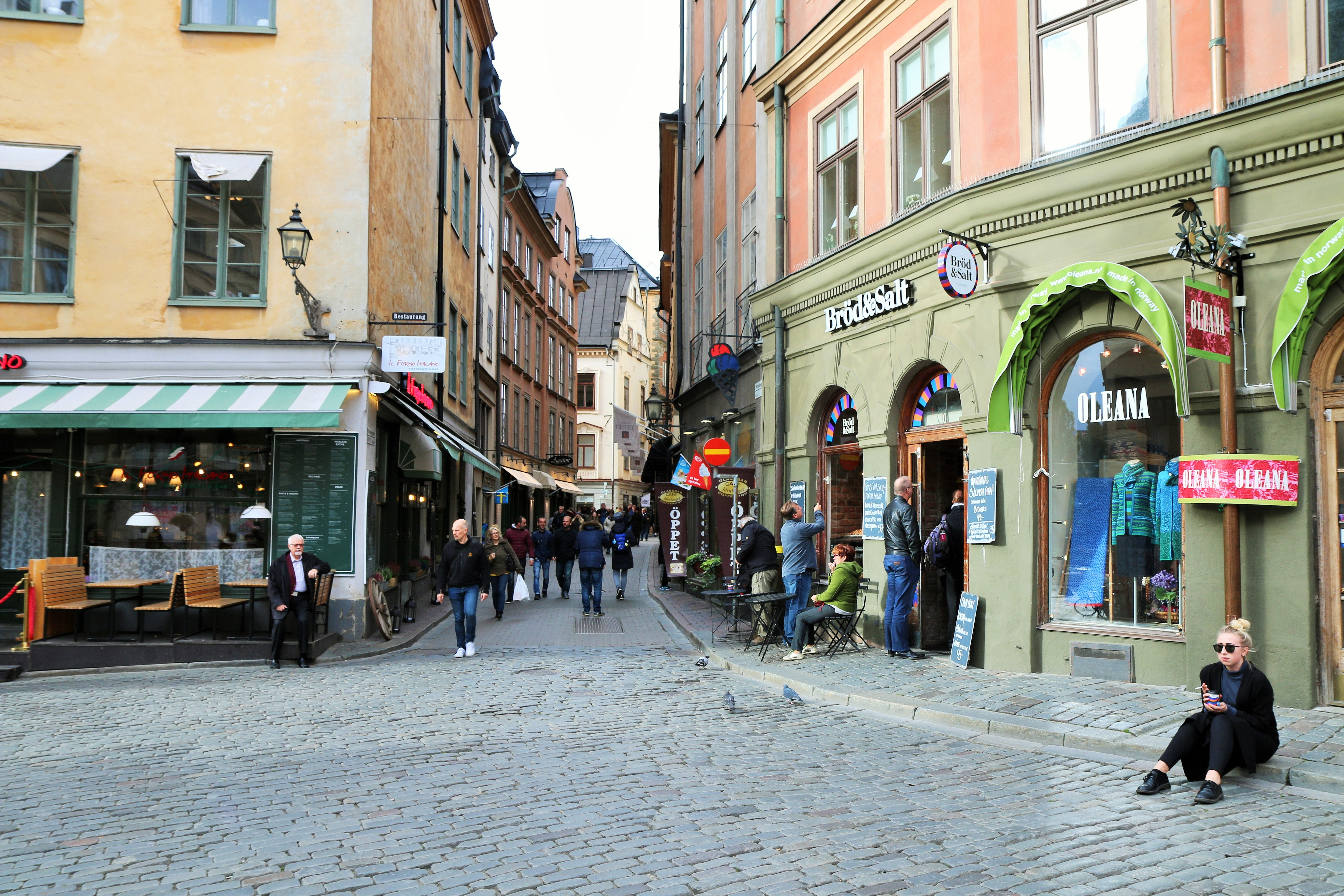